# Cimeditin
Cimetidin je H2 blokator, antagonist histaminskih receptora koji brzo zaustavlja lučenje želučane kiseline i pepsina iz želučane sluznice. Kada se sedamdesetih godina prošlog stoljeća pojavio bio je prava senzacija, prvi lijek koji je učinkovito liječio peptički ulkus, učinkovitije nego bilo koji lijek do tada. Cimetidin blokira H2 receptore uzrokujući pad lučenja HCl, povisuje pH želuca i tako omogućava da se nadražena ili oštećena sluznica želuca obnovi. Cimetidin je u odnosu na druge H2 blokatore relativno toksičniji, može oštetiti jetru i bubrege, narušiti krvnu sliku, a mogući su i poremećaju rada srca. Stoga cimetidin danas sve više ustupa mjesto novijim i manje toksičnim lijekovima kao što je ranitidin.

## Farmakoterapijska skupina i djelovanje
Cimetidin je reverzibilni, kompetitivni antagonist vezanja histamina na H2 receptore. Visoko je selektivan i ne utječe na aktivnost H1 receptora ili na receptore ostalih autakoidnih hormona. Jakost blokiranja lučenja želučane kiseline uzrokovano histaminom ili nekim drugim H2 agonistom ovisi o dozi cimetidina - stupanj inhibicije korespondira s plazmatskom koncentracijom cimetidina u širokom području. Osim toga, cimetidin blokira lučenje želučane kiseline uzrokovao agonistima muskarina ili gastrina, iako taj učinak nije uvijek kompletan. Ovakav višestruki inhibitorni učinak nije rezultat nespecifičnih djelovanja na receptore histamina, muskarina ili gastrina,  - takav učinak upućuje na to da aktiviranje muskarinskih i gastrinskih receptora rabe histamin kao krajnji, zajednički medijator. Štoviše, histaminergična stimulacija parijetalnih stanica želuca važna je za pojačavanje signala koje pokreću acetilkolin i gastrin kada djeluju svaki na svoj receptor. Svojstvo cimetidina da blokira i histamin i gastrin i acetilkolin čini ga potentnim inhibitorom svih faza lučenja želučane kiseline. Stoga cimetidin blokira lučenje želučane kiseline i tijekom gladovanja i tijekom noći, a također i lučenje želučane kiseline izazvano hranom, asocijacijom na hranu, rastezanjem želuca, inzulinom ili kofeinom. Cimetidin smanjuje i volumen želučanog soka i njegovu kiselost. Lučenje pepsina općenito pada paralelno sa smanjenjem volumena želučanog soka. Lučenje intrinzičnog faktora je također smanjeno, ali apsorpcija vitamina B12, s obzirom na to da se intrinzični faktor i inače luči u suvišku, adekvatna je i tijekom dužeg perioda liječenja cimetidinom. Koncentracija gastrina u plazmi nije znatnije poremećena, štoviše, nešto je povećana putem negativne povratne sprege zbog smanjene kiselosti želuca.

## Farmakokinetski podaci
Cimetidin se brzi i potpuno apsorbira, utjecaj hrane ili antacida je malen. Najviša koncentracija cimetidina u plazmi dostiže se nakon 1 do 2 sata. U jetri se cimetidin biotransformira rezultirajući u bioraspoloživosti cimetidina od 60%. Poluvrijeme eliminacije iznosi 2 do 3 sata. Eliminacije ide uglavnom preko bubrega, 60% cimetidina se luči u urin nepromijenjeno, a ostalo su oksidacijski metaboliti cimetidina. Male količine cimetidina mogu se pronaći u fecesu. 

## Terapijske indikacije
Cimetidin se primjenjuje za liječenje:
- peptičkog ulkusa na dvanaesniku i benignog peptički ulkusulkusa na želucu, uključujući i one uzrokovane uzimanjem analgetika ili antireumatika kao što su acetilsalicilna kiselina ili diklofenak;
- gastroezofagealne refluksne bolesti (GERB);
- perzistentnih dispeptičkih tegoba s i bez ulceracija kao što su bolovi povezanih s određenom hranom;
- sprječavanje krvarenja u probavnom sustavu uzrokovanih stres ulceracijama u teško bolesnih pacijenata
- preanestetska medikacija pacijenata s rizikom od Mendelsonovog sindroma, pogotovo u prije porođaja
- smanjenje malabsorpcije i gubitka tekućine kod sindroma kratkog crijeva
- zatajenja pankreasa za smanjenje degradacije enzimskih suplemenata
- simptoma kod Zollinger Ellisonovog sindroma

## Kontraindikacije
- Preosjetljivost na cimetidin.

## Mjere opreza
Kod pacijenata s oštećenjem bubrežne funkcije doza cimetidina bi trebala biti smanjena ovisno o klirensu kreatinina. Hemodijaliza uspješno uklanja cimetidin, ali ne i peritonealna dijaliza. 
Praćenje dugoročnog učinka cimetidina tijekom više od 15 godina, kao i šestogodišnja klinička istraživanja kontinuirane primjene cimetidina nisu pokazale neočekivane nuspojave. Ipak, sigurnost dugoročne terapije cimetidinom nije u potpunosti ustanovljena i pacijenti na dugoročnoj terapiji trebali bi biti posebno nadgledani. 
Prije početka terapije želučanih ulkusa cimetidinom mora se isključiti eventualna prisutnost malignog procesa putem, ako je moguće, endoskopije i biopsije, zbog toga što cimetidin može maskirati simptome tumora želuca. Moralo bi se biti svjesno posljedica eventualne pogrešne dijagnoze pogotovo kod sredovječnih pacijenata ili starijih.

## Interakcije
Cimetidin može produžiti eliminaciju lijekova koji se oksidativno metaboliziraju u jetri. Naime, cimetidin se metabolizira preko citokroma P-450. Iako se interakcije između cimetidina i određenog broja lijekova kao što su diazepam i propranolol jasno dokazane, klinički značaj imaju samo interakcije s oralnim antitromboticima, fenitoinom, teofilinom i intravenskim lidokainom. Preporuča se pomno nadzirati pacijente koji uzimaju cimetidin i oralne antitrombotike ili fenitoin i po potrebi smanjiti doze spomenutih lijekova ako to bude potrebno. Također, treba imati na umu da cimetidin može pojačati smanjenje broja krvnih stanica uzrokovano određenim lijekova ili bolesnim stanjima. 

## Trudnoćaidojenje
Iako ispitivanja na životinjama i klinička praksa nisu otkrile nikakvu opasnost primjene cimetidina tijekom trudnoće i dojenja, i pretklinička i klinička ispitivanja su pokazala da cimetidin prolazi kroz placentu i da se izlučuje u majčinom mlijeku. Uporabu cimetidina tijekom trudnoće i dojenja trebalo bi izbjeći osim ako je definitivno nužno. 

## Doziranje
Maksimalna dnevna doza iznosi 2400 mg. Kod pacijenata s poremećajem bubrežne funkcije doza mora biti smanjena.

### Odrasli
U pacijenata s ulkusom na dvanaesniku ili benignim želučanim ulkusom, preporuča se jednokratna dnevna doza od 800 mg prije spavanja. Inače, uobičajeno doziranje jest 400 mg dnevno, ujutro i navečer. Ostali učinkoviti sistemi doziranja jesu: 200 mg tri puta dnevno uz obrok te dodatnih 400 mg prije spavanja (ukupno 1000 mg), a ako takav režim doziranja nije učinkovit, primjenjuje se 400 mg uz svaki od tri obroka te još 400 mg prije spavanja (ukupno 1600 mg dnevno).
Početno liječenje bi trebalo trajati najmanje 4 tjedna (6 tjedana za benigni čir želuca), 8 tjedana za ulkus uzrokovan kontinuiranom primjenom nesteroidnih antireumatika iako sami simptomi obično ranije nestaju. 
Većina ulkusa zacjeljuje tijekom toga razdoblja terapije, ali u nekim slučajevima potrebno je i daljnje liječenje da bi došlo do potpunog izlječenja. 
Liječenje se može nastaviti i tijekom duljeg perioda kod onih pacijenata kojima smanjenje kiselosti želučanog soka donosi znatnu zdravstvenu korist, a doza se može smanjivati dokle god pacijent reagira na liječenje, primjerice jednokratna doza od 400 mg prije spavanja ili 400 mg ujutro i navečer.
Kod pacijenata koji su dobro reagirali na inicijalnu terapiju benignog peptičkog ulkusa recidiv se prevenira jednodnevnom dozom od 400 mg prije spavanja ili s 400 mg ujutro i prije spavanja.
Kod liječenja GERB-a, primjenjuje se 400 mg četiri puta dnevno, uz obroke i prije spavanja tijekom četiri ili osam tjedana.
Kod pacijenata s vrlo jakom sekrecijom želučane kiseline (npr. Zollinger Ellisonov sindrom) neophodna je doza od 400 mg ili povećanje doze po potrebi. 
Za prevenciju krvarenja zbog stres ulceracija kod posebno teških pacijenata primjenjuju se doze od 200 do 400 mg svakih 4 do 6 sati. 
U pacijenata s rizikom od Mendelsonovog sindroma daje se doza od 400 mg cimetidina 90 do 120 minuta prije uvođenja u opću anesteziju, a kod porodilja na početku poroda. Doza od 400 mg se ponavlja svakih 4 sata dok god postoji rizik s tim da treba imati na unu da je maksimalna dnevna doza 2400 mg. 
Kod sindroma kratkog crijeva (koji se može javiti nakon kirurškog liječenja Crohnove bolesti), uobičajena doza ovisi o individualnom reagiranju na terapiju. 
Za smanjenje degradacije suplemenata pankreatičnih enzima (pankreatin) primjenjuje se doza od 800 do 1600 mg (u ovisnosti o odgovoru) u 4 doze.

### Djeca
Iskustva u liječenju djece cimetidinom ima znatno manje nego u liječenju odraslih. Kod djece starije od 4 godine života može se primijeniti doza od 25 do 30 mg/kg tjelesne težine podijeljena u nekoliko doza tijekom dana. Doza cimetidina u djece u prvoj godini života još nije u potpunosti ustanovljena, ali smatra se da se može primijeniti 20 mg/kg tjelesne težine u nekoliko doza tijekom dana.

## Predoziranje
Akutno predoziranje s dozama do 20 g cimetidina prijavljeno je u nekoliko slučajeva no bez značajno opasnog stanja. U slučaju predoziranja primjenjuje se indukcija povraćanja ili ispiranje želuca zajedno sa simptomatskom terapijom. 

## Nuspojave
Do sada je diljem svijeta cimetidinom liječeno više od 56 milijuna pacijenata, ali nuspojave nisu često bile prijavljivane. 
Najčešće nuspojave bile su proljev, vrtoglavica ili osip, obično blag i prolazan te osjećaj umora. Također bilo je slučajeva ginekomastije, ali pokazalo se da je bila reverzibilna i povukla se nakon prestanka uzimanja cimetidina. 
Povremeno se može javiti reverzibilno oštećenje jetrwjetre, a rijetko se može javiti i hepatitis. Primijećena su u reverzibilna konfuzijska stanja pogotovo kod starijih teže bolesnih pacijenata (obično kod pacijenata s poremećajem bubrega). Halucinacije, depresija se mogu javiti rijetko. Također, rijetko se mogu javiti trombocitopenija i leukopenija, uključujući i agranulocitozu, ali se obično povuku nakon prestanka uzimanja cimetidina. Prijavljeni su i rijetku slučajevi alergijskog vaskulitisa. Vrlo rijetko se može javiti pancitopenija i aplastična anemija, intersticijski nefritis, akutni pankreatitis, vrućica, glavobolja, mijalgija, artralgija, sinus bradikardija, tahikardija i srčani blok. Također, vrlo su rijetki slučajevi anafilaktičkog šoka. Postoje prijavljeni i slučajevi alopecije i impotencije, ali nema dokaza uzročno-posljedične povezanosti s uzimanjem cimetidina. Prijavljeni su i izolirani slučajevi povećanja plazmatskog kreatinina ali bez kliničke značajnosti. 